# どりこの

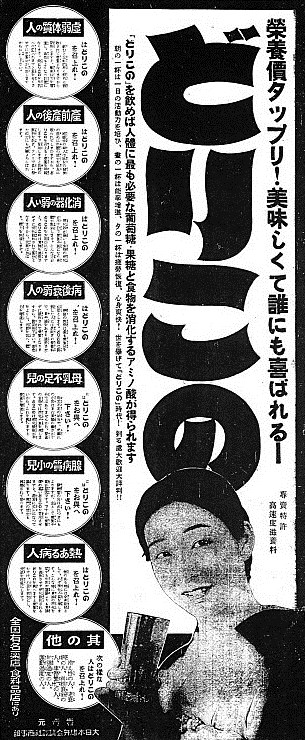
「どりこの」の新聞広告

どりこのは昭和時代前期に大日本雄弁会講談社（講談社）から発売された、滋養強壮を謳った清涼飲料水。

## 概要・経緯
医学博士の髙橋孝太郎は疲労回復のための研究を行っていた。そんな折、栄養補給にブドウ糖の摂取が最も効率的であるとする、高名な生理学者アーノルド・ドーリックの論文にヒントを得て、5年の歳月をかけて「含糖栄養剤」（1927年（昭和2年）12月17日に特許取得）という飲料水を開発し、「どりこの」と命名する。「どりこの」の名はドーリックの「DURI」、髙橋孝太郎のイニシャル「KO」、一番弟子の助手の中村松雄のイニシャル「N」、さらに3人の助手に共通するイニシャル「O」をつなげたものである。「どりこの」の原料は砂糖とグルタミン酸であったが、髙橋は製法を門外不出にしていたことに加えて、関係書類をすべて焼却してしまったため、詳細は不明である。
色はウィスキーや蜂蜜の色に近い琥珀色で、成分の大半がブドウ糖と果糖でありながら、甘いだけではなくほのかな酸味もあり、カルピスの様に水や牛乳で薄めて飲用した。髙橋は「どりこの」を商品化する考えは持っておらず、病人や肉体疲労時の健常者などに分け与えていたが、その味にひかれた人々がこぞって「どりこの」を求めるようになる。個人応対では対応しきれなくなり、1929年（昭和4年）に、銀座三越と資生堂パーラーで販売されるようになる。三越では濃縮液の状態で1瓶95銭にて販売されていた。

## 講談社による独占販売

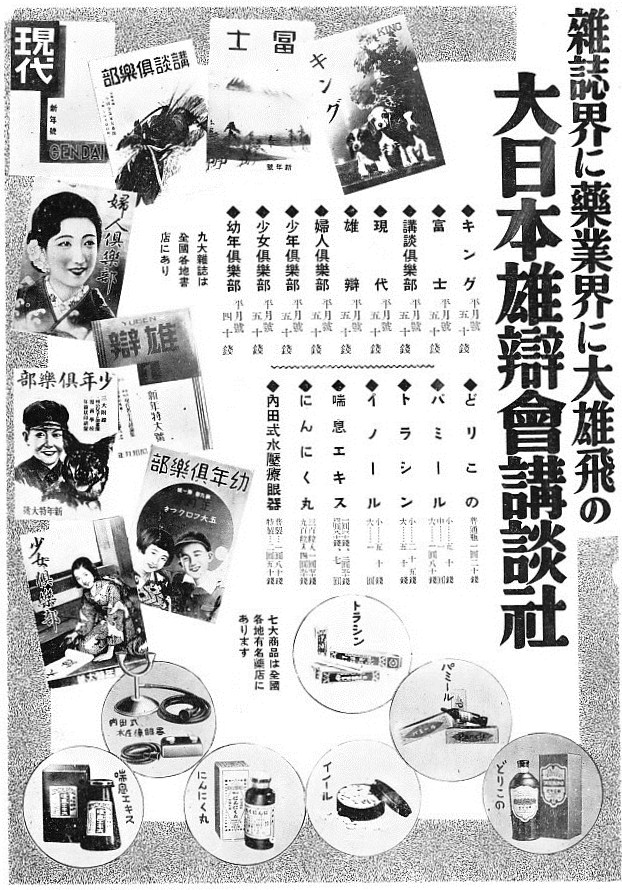
1930年代の講談社の広告
「雑誌界に薬業界に大雄飛の…」と銘打ち、薬剤系製品の筆頭として「どりこの」が挙げられている

同1929年（昭和4年）9月19日、当時講談社の社長だった野間清治が髙橋邸を訪れ、「どりこの」を初めて試飲した。甘党でもあった野間は「どりこの」を気に入り、翌1930年（昭和5年）に髙橋と販売契約を結び、12月1日に「大日本雄弁会講談社商事部（当初は代理部）」から全国での販売が開始された。一ビン450cc入りで1円20銭と、牛乳が一ビン6銭、コーヒーが一杯10銭程度であった（1銭硬貨は現在の30円前後の貨幣価値があり、1円札は現在の3000円前後の紙幣価値があった）時代としては少々高価であった。
野間は「幾ら使っても構わない」と部下に指示し、大々的なキャンペーンを企画する。「キング」などの当時の講談社の雑誌紙上のみならず、試飲会やパレード、懸賞などあらゆる手段が用いられた。また歌手の東海林太郎、女優の水の江滝子、飯田蝶子、水谷八重子、作家の山中峯太郎などの著名人が、「どりこの」ファンであると紹介され、人気漫画の主人公で、講談社のマスコットでもあった「のらくろ」（受験生への需要を狙い、起用されたという）や、女優の山路ふみ子を用いた広告も展開された。1931年（昭和6年）に大阪で開催された満蒙大博覧会には、高さ21mの「どりこの塔」が展示され、大きな話題を呼んだ。こうしたキャンペーンの結果、1931年だけでも販売数220万本を超える人気商品となった。また海外にも「DRINKALL」や「得力根」の名で輸出された。
1934年（昭和9年）には「どりこの音頭」（歌・浅草美ち奴）／「どりこの小唄」（丸山和歌子）のレコードが講談社のレコードレーベルであった頃のキングレコードから発売され、1935年（昭和10年）には少女倶楽部で「どり子」というキャラクターを主人公にした「どりちゃんバンザイ」（作・倉金良行）という漫画連載も開始されている。また便乗商品として「どりこの焼」という菓子（今川焼きの一種）や「どりこの饅頭」も販売されるまでの評判を呼んだが、幾らヒット製品となっても、「どりこの」の製造は、髙橋一人の手に委ねられていたことや、髙橋自身はこれを量産化しようとしなかったため、工業化されなかった。また瓶詰めや発送などには講談社社員が動員されていた。
やがて第二次世界大戦が始まると、サトウキビの輸入が滞ったため「どりこの」の生産は減少した。1944年（昭和19年）9月にはついに原料配給が滞り、「どりこの」の生産は中止された。

## 贈答品、軍需品として
1934年（昭和9年）5月30日、東郷平八郎の死去に際し、葬儀事務所へ東郷家から寄贈品が贈られた。内容は敷島20個入2箱、菓子一折、果物一籠、「どりこの」が一折となっている。この葬儀に関しては皇后、皇太后からも葬儀委員長以下に対して料理が下賜された。
1939年（昭和14年）6月6日、日本陸軍は陸軍糧秣廠に対し、北支那方面軍用の飲料物を十万本手配して輸送するよう命令した。この飲料物は「どりこの」、カルピス、セーピス、乳酸菌飲料原液、粉末飲料などを適当に配合したものとされた。糧秣費は4万3千円を目処とするよう求められた。

## 終戦を経て

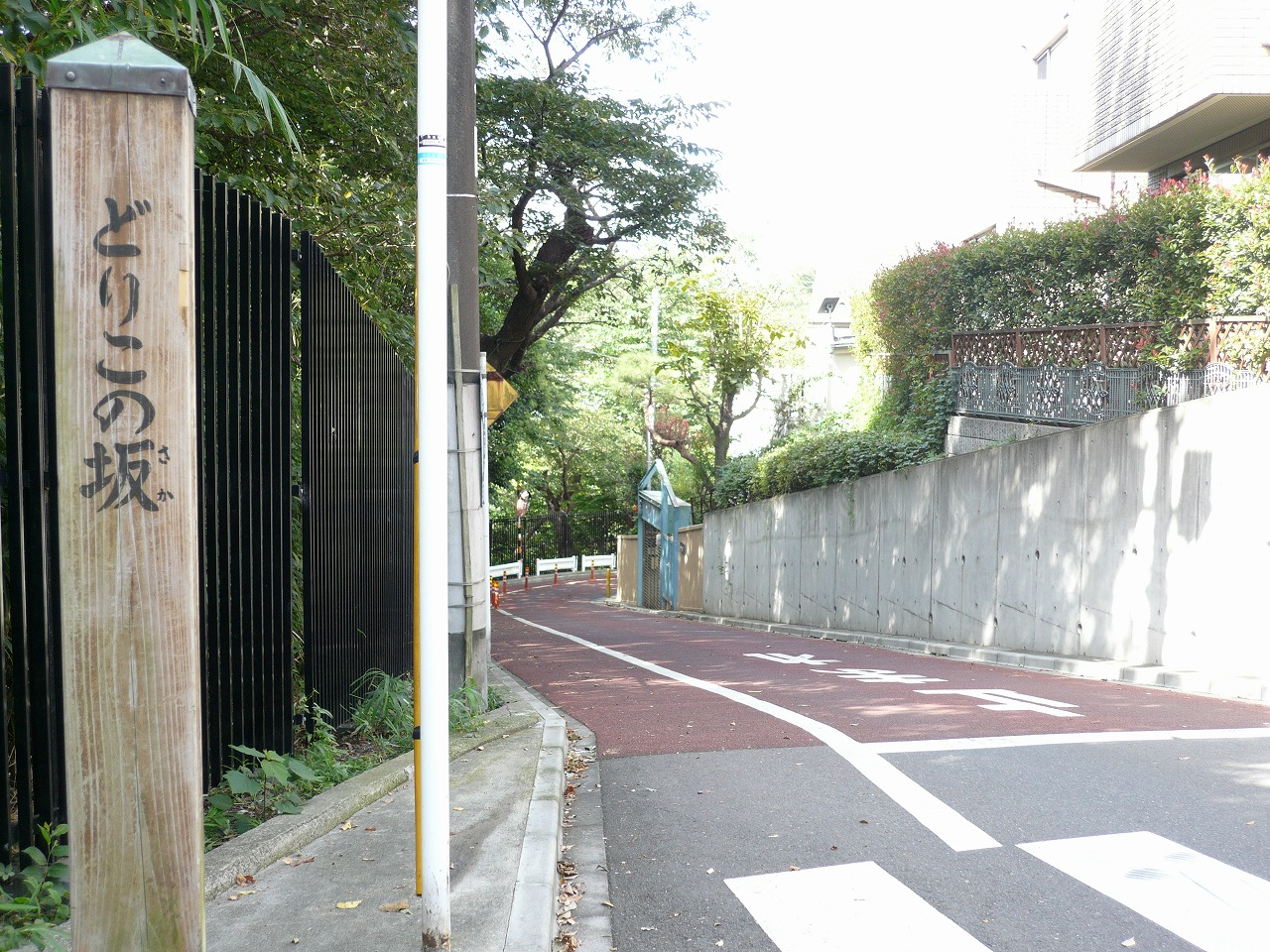
どりこの坂（2011年12月）

1954年（昭和29年）に、髙橋は「どりこの」の製造を再開したが、独占販売を結んだ講談社との関係は失効しており、年間4～5万本程度を受注で生産していたが、1970年（昭和45年）髙橋本人の死により生産中止となった。1979年（昭和54年）には、三越百貨店で髙橋の甥が作成した「どりこの」復刻版が発売されたが、4年ほどで販売終了した。どりこのを調査した宮島英紀は甥に製法の公開を求めたが拒否されている。
東京都大田区田園調布一丁目の旧髙橋邸近く（田園調布せせらぎ公園の北側）には、現在でも「どりこの坂」と呼ばれる坂がある。また現在でも「どりこの焼」や「どりこの饅頭」を販売する店もある。
また、過去にダイドードリンコが自販機で販売中の「復刻堂」シリーズのレパートリー追加希望アンケート（すでに製造されていない他社の製品など）を募った際、ネット上や文献で「どりこの」の存在を知っていて興味を持っていた消費者より投票が相次ぎ、上位を占めたことがある。

## 関連書籍
- 宮島英紀『伝説の「どりこの」 一本の飲み物が日本人を熱狂させた』（角川書店）2011年 - 下記現代プレミアブログでの連載をまとめた書籍。